# Бланделл, Ханна
Ханна Джейн Бланделл (англ. Hannah Blundell; родилась 25 мая 1994, Истборн) — английская футболистка, крайний защитник женской команды «Манчестер Юнайтед».

## Клубная карьера
Бланделл родилась в Истборне и начала футбольную карьеру в возрасте семи лет в местной команде «Поулгейт Грассхоперс», за которую уже выступали два её брата. Спустя два года присоединилась к футбольной академии женской команды «Брайтон энд Хоув Альбион». В 2005 году перешла в молодёжную команду «Челси», провела там один сезон, после чего перешла в академию клуба «Чарльтон Атлетик», где играла до 2010 года.
В 2010 году вернулась в футбольную академию «Челси». В 2012 году в составе «Истборн Лейдис» выиграла женский кубок Сассекса. 28 мая 2013 года дебютировала в основном составе «Челси» в матче против «Бирмингем Сити», выйдя на замену на 70-й минуте и отличившись забитым мячом три минуты спустя. Выступала за «Челси» на протяжении девяти сезонов, сыграв за «синих» 161 официальный матч и забив 11 голов.
23 июля 2021 года перешла в «Манчестер Юнайтед», подписав двухлетний контракт с опцией продления ещё на год. Её переход стал частью соглашения, по которому из «Манчестер Юнайтед» в «Челси» перешла Лорен Джеймс. 3 сентября 2021 года дебютировала за «Манчестер Юнайтед» в матче Женской суперлиги против «Рединга».

## Карьера в сборной
В составе сборной Англии до 19 лет стала финалисткой женского чемпионата Европы (до 19 лет), проиграв решающий матч француженкам в 2013 году.  Участница чемпионата мира (до 20) лет 2014 года.
8 марта 2018 года дебютировала за главную женскую сборную Англия в матче против сборной США.

## Достижения
Челси
- Чемпионка Англии: 2015, 2017/18, 2019/20, 2020/21
- Обладательница Женского кубка Англии: 2014/15, 2017/18
- Обладательница Женского кубка лиги: 2019/20, 2020/21
- Победительница «весенней серии» Женской суперлиги: 2017
- Обладательница Женского суперкубка Англии: 2020
- Финалистка Лиги чемпионов УЕФА среди женщин: 2020/21

Сборная Англии (до 19 лет)
- Финалистка женского чемпионата Европы (до 19 лет): 2013

Сборная Англии
- Финалистка Кубка SheBelieves Cup: 2018

Личные достижения
- Член «команды года» в Женской суперлиге по версии PFA: 2017/18, 2018/19